# Dischidia neurophylla
Dischidia neurophylla är en oleanderväxtart som beskrevs av Carl Karl Adolf Georg Lauterbach och K. Schum.. Dischidia neurophylla ingår i släktet Dischidia och familjen oleanderväxter. Inga underarter finns listade i Catalogue of Life.